# اس‌ام او-۹
اس‌ام او-۹ (به آلمانی: SM U 9) یک او-بوت نیروی دریایی امپراتوری آلمان بود.

## تاریخچه عملیاتی
یک ماه پس از آغاز جنگ جهانی اول، او-۹ به فرماندهی ناوسروان اتو ودیگن، مدت کوتاهی پس از سپیده دم روز ۲۲ سپتامبر سال ۱۹۱۴ سه کشتی جنگی دشمن را در ۳۰ کیلومتری ساحل هلند شناسایی کرد. این کشتی‌های جنگی سه ناو زرهی بریتانیایی ابوکیر، کرسی و هوگ بودند. به دستور فرمانده او-بوت بلافاصله به زیر سطح رفت. ابوکیر به عنوان نخستین هدف برگزیده شد. او-۹ در فاصله حدود ۵۰۰ متری یک اژدر به سمت این هدف شلیک کرد. حدود ۳۰ ثانیه بعد اژدر به کشتی دشمن اصابت کرد و موجب انفجار بزرگی گشت. در اثر این اصابت ابوکیر غرق شد. دو اژدر دیگر او-۹ این بار به هوگ که برای جمع‌آوری بازماندگان ابوکیر به آن نزدیک می‌شد، برخورد نمود. به شکل مشابهی، در حالیکه کرسی اقدام برای نجات بازماندگان دو کشتی دیگر می‌کرد، هدف دو اژدر او-۹ قرار گرفت و در عرض چند دقیقه غرق شد. بدین شکل او-۹ در عرض تنها یک ساعت سه ناو دشمن با مجموع تناژ ۳۶۰۰۰ تن را غرق کرد که به مرگ ۱۴۶۰ تن از سرنشینان ان‌ها انجامید. به جهت این موفقیت نشان درجه ۲ صلیب آهنین به تمامی خدمه او-بوت اعطا گردید. ودیگن مفتخر به دریافت نشان درجه ۱ صلیب آهنین شد. نشان صلیب آهنین بر روی برجک او-۹ نیز نقش بست.